# Eugenia cayoana
Eugenia cayoana är en myrtenväxtart som beskrevs av Cyrus Longworth Lundell. Eugenia cayoana ingår i släktet Eugenia och familjen myrtenväxter.
Artens utbredningsområde är Belize. Inga underarter finns listade i Catalogue of Life.